# セントジョヴァイト
セントジョヴァイト (St.Jovite) は、父プレザントコロニー (Pleasant Colony) と母ノーザンサンセット (Northern Sunset) の間に生まれた黒鹿毛のサラブレッド。1992年、アイリッシュダービーで従来のレコードを約3秒縮めて12馬身差の圧勝、キングジョージ6世&クイーンエリザベスダイヤモンドステークスでも6馬身差の快勝を見せた。
なお、名前の由来はカナダのケベック州の地名によるが、フランス語読みでは「サンジョヴィート」という。「セントジョヴァイト」は英語読みである。

## 戦績
2歳時は3戦3勝でアイルランドの2歳チャンピオンになり、フランスのグランクリテリウムにも出走するが、アラジの前に4着と敗れる。
3歳になり、ダービートライアルステークスを楽勝してエプソムダービーに臨むも、調教中に軽度の怪我をしたことが原因か、のちのちライバルとなっていくドクターデヴィアスの2馬身差2着に敗れた。しかしながら続くアイリッシュダービーでは従来のレコードタイムを3秒も縮めるレコードタイムを記録し、2着ドクターデヴィアスに12馬身差を付け圧勝。12馬身差は20世紀の欧州主要クラシックで記録したものとしては最大の着差であった。続くキングジョージ6世&クイーンエリザベスダイヤモンドステークスでも1番人気に応えて6馬身差で勝利した。
次に出走したアイリッシュチャンピオンステークスでは直線でドクターデヴィアスと競り合った末に短頭差2着に敗れ、凱旋門賞でもスボーティカの4着に敗れる。その後はアメリカ合衆国で出走する予定もあったらしいが、屈腱炎を発症し引退した。
引退後の1993年からアメリカ・ケンタッキー州のレキシントンにあるペイソンスタッドで種牡馬となり、2006年から2014年までアイルランドのグリーンツリースタッドで供用された。種牡馬としてはステークス勝ち馬が8頭（1.3%）、G1馬は1998年にサンフアンカピストラーノインビテーショナルハンデキャップを勝ったAmeriqueのみと、期待に応えられなかった。
2016年、功労馬として繋養されていたBaysax Manor Studにて老衰からの衰弱が酷く、安楽死された。

## 競走成績
- 1991年（4戦3勝）
  - 1着 - アングルシーステークス (G3) 、アイルランドフューチュリティステークス (G3)
- 1992年（7戦3勝）
  - 1着 -  アイリッシュダービー (G1) 、キングジョージ6世&クイーンエリザベスダイヤモンドステークス (G1) 、ダービートライアル (G3)
  - 2着 - エプソムダービー (G1) 、アイリッシュチャンピオンステークス (G1)

## 血統表
| セントジョヴァイトの血統（リボー系 / Nearco5×5=6.25%〈母内〉） | セントジョヴァイトの血統（リボー系 / Nearco5×5=6.25%〈母内〉） | セントジョヴァイトの血統（リボー系 / Nearco5×5=6.25%〈母内〉） | （血統表の出典）        | （血統表の出典） |
| 父 Pleasant Colony 1978 黒鹿毛                                 | 父の父His Majesty 1968 鹿毛                                    | Ribot                                                          | Tenerani                | Tenerani         |
| 父 Pleasant Colony 1978 黒鹿毛                                 | 父の父His Majesty 1968 鹿毛                                    | Ribot                                                          | Romanella               |                  |
| 父 Pleasant Colony 1978 黒鹿毛                                 | 父の父His Majesty 1968 鹿毛                                    | Flower Bowl                                                    | Alibhai                 | Alibhai          |
| 父 Pleasant Colony 1978 黒鹿毛                                 | 父の父His Majesty 1968 鹿毛                                    | Flower Bowl                                                    | Flower Bed              |                  |
| 父 Pleasant Colony 1978 黒鹿毛                                 | 父の母Sun Colony 1968 鹿毛                                     | Sunrise Flight                                                 | Double Jay              | Double Jay       |
| 父 Pleasant Colony 1978 黒鹿毛                                 | 父の母Sun Colony 1968 鹿毛                                     | Sunrise Flight                                                 | Misty Morn              |                  |
| 父 Pleasant Colony 1978 黒鹿毛                                 | 父の母Sun Colony 1968 鹿毛                                     | Colonia                                                        | Cockrullah              | Cockrullah       |
| 父 Pleasant Colony 1978 黒鹿毛                                 | 父の母Sun Colony 1968 鹿毛                                     | Colonia                                                        | Nalga                   |                  |
| 母 Northern Sunset 1977 鹿毛                                   | 母の父Northfields 1968 栗毛                                    | Northern Dancer                                                | Nearctic                | Nearctic         |
| 母 Northern Sunset 1977 鹿毛                                   | 母の父Northfields 1968 栗毛                                    | Northern Dancer                                                | Natalma                 |                  |
| 母 Northern Sunset 1977 鹿毛                                   | 母の父Northfields 1968 栗毛                                    | Little Hut                                                     | Occupy                  | Occupy           |
| 母 Northern Sunset 1977 鹿毛                                   | 母の父Northfields 1968 栗毛                                    | Little Hut                                                     | Savage Beauty           |                  |
| 母 Northern Sunset 1977 鹿毛                                   | 母の母Moss Greine 1964 鹿毛                                    | Ballymoss                                                      | Mossborough             | Mossborough      |
| 母 Northern Sunset 1977 鹿毛                                   | 母の母Moss Greine 1964 鹿毛                                    | Ballymoss                                                      | Indian Call             |                  |
| 母 Northern Sunset 1977 鹿毛                                   | 母の母Moss Greine 1964 鹿毛                                    | Blaith Na Greine                                               | Straight Deal           | Straight Deal    |
| 母 Northern Sunset 1977 鹿毛                                   | 母の母Moss Greine 1964 鹿毛                                    | Blaith Na Greine                                               | Carpet Slipper F-No.5-h |                  |